# Snorri Sturluson
Œuvres principales
- Edda en prose

Snorri Sturluson (/ˈsn̥ɔrɪ ˈstʰʏrtl̥ʏsɔn/), né en 1179 à Hvammur et mort en 1241 à Reykholt, est un homme politique, diplomate, historien et poète islandais. Il est le principal écrivain scandinave du Moyen Âge.
Auteur de nombreuses sagas et de récits mythologiques, son œuvre constitue une source essentielle pour la connaissance de la mythologie nordique.

## Biographie
La vie de Snorri nous est connue grâce à la Sturlungasaga (« Histoire des Sturlungar », c’est-à-dire des descendants de Sturla, le père de Snorri), rédigée à la fin du XIIIe siècle.
Snorri Sturluson est né en 1179 à Hvammur (communément traduit par Hvamm ou Hvammr) dans l'État libre islandais. Fils de Hvamm-Sturla Þórðarson et de Guðný Böðvarsdóttir, il appartient à la famille des Sturlungar (c'est-à-dire des descendants de Sturla), alors la plus influente du pays. Il avait deux frères plus âgés, Þórðr Sturluson et Sighvatur Sturluson.
Snorri n’est pas élevé par ses parents, mais par un nommé Jón Loftsson dès l’âge de trois ans. Cette pratique est à l’époque une façon de sceller une alliance ou un accord. Jón Loftsson est certes l’un des chefs les plus puissants de l’île mais aussi un grand érudit. Snorri passe sa jeunesse à Oddi qui est alors l’un des principaux centres intellectuels de l’Islande. Il y découvre aussi bien la culture chrétienne que la littérature traditionnelle norroise : poèmes mythologiques et héroïques et premières sagas retraçant l’histoire des rois de Norvège ou les exploits de héros vikings.
Il épouse l’héritière de la ferme de Borg à côté de Borgarnes et reçoit par la suite la charge de goði (chef local). Il s’emploie à accroître sa richesse, et joue un rôle politique de plus en plus important. Pour des raisons un peu floues, il abandonne sa famille à Borg et se retire dans le riche monastère de Reykholt, où il compose notamment l'Edda en prose (un art poétique doublé d'un florilège des mythes norrois) et la Heimskringla (« Cycle des rois », une histoire des rois de Norvège). Par ailleurs, il est largement tenu pour l'auteur de la saga d'Egill, fils de Grimr le Chauve, une histoire familiale du scalde (poète de cour) Egill Skallagrimson.

### Vie en Islande
Snorri s’est rapidement fait connaître comme poète, mais c’était aussi un brillant orateur : en 1215, il devient lögsögumaðr (rapporteur des lois) de l'Althing, la seule fonction officielle de la république islandaise, entourée d'un grand respect. À l'été 1218, il renonce cependant à cette fonction pour répondre à l'invitation du roi Hákon Hákonarson de Norvège, encore adolescent à l'époque, et de son co-régent, le jarl Skúli chez qui il passe l'hiver. À l'été 1219, il rencontre son homologue suédois, le lögsögumad Eskil Magnusson, et son épouse, Kristina Nilsdotter Blake, à Skara : c'est probablement par lui que Snorri a appris l'histoire de la Suède.
Snorri était principalement intéressé par l'histoire et la culture. Les régents norvégiens l’ont élevé au rang de skutilsvein, titre à peu près équivalent à celui de chevalier, et il leur a fait serment de loyauté. Le roi de Norvège espérait en effet étendre son royaume à l'Islande en obtenant par Snorri une résolution favorable de l'Althing.
En 1220, Snorri retourne en Islande : il chante dans un poème les cadeaux dispensés par le roi de Norvège, entre autres le navire sur lequel il est reparti ; en 1222 il est reconduit comme lögsögumad de l'Althing, fonction qu'il occupera cette fois jusqu'en 1232. Son élection était entièrement due à sa renommée de poète. Politiquement, il était le porte-parole du roi, en soutenant l'union avec la Norvège, une position qui lui valut beaucoup d'ennemis parmi les chefs d'Islande.
Quant à sa vie privée, on sait qu'il s'installe en 1224 chez Hallveig Ormsdóttir, jeune et riche héritière, petite-fille de Loftsson. Cette union demeura stérile, et les deux conjoints se consacrèrent à l'éducation des enfants qu'ils avaient eus d'unions précédentes. Cinq des enfants de Snorri sont parvenus à l'âge adulte.

### Échec en Islande
La plupart des chefs islandais, en particulier les membres de la famille des Sturlungar, estimaient que son titre de skutilsvein (une fonction liée à la cour royale de Norvège) était contraire à leurs intérêts. La stratégie de Snorri était de consolider son pouvoir sur les chefs de l'île, pour ensuite offrir l'Islande au roi. Ses premières démarches furent politiques. À la mort en 1222 de Sæmundur, fils de Jón Loftsson, il est un des prétendants à la main de sa fille Solveig, mais c'est son neveu et adversaire politique, Sturla Sighvatson, qui épouse Solveig en 1223.
Une période de querelles de clan s'ensuit. Snorri lève une première armée avec l'aide de son neveu, Bodvar Thórðarson, et une autre avec l'aide de son fils, Órækja, pour intimider son frère Sighvatur et Sturla Sighvatson. La veille de la bataille, il tente de négocier avec son frère.
Sighvatur et Sturla, qui ne peuvent aligner que 1 000 hommes, s’enfuient et se réfugient parmi les autres chefs. Órækja ayant entrepris des opérations de guérilla dans les fjords de l'ouest de l'Islande, la guerre était certaine.
Haakon IV tente d'intervenir à distance, invitant tous les chefs de l'Islande à une conférence de paix en Norvège. Cette manœuvre était transparente pour Sighvatur, qui comprenait, ce que Snorri n'avait apparemment pas vu, ce qui pourrait arriver aux chefs islandais une fois en Norvège.
Órækja est capturé par Sturla lors d'une négociation de paix au Reykjaholt, ainsi que Thorleifur Thórðarson, un cousin de Snorri, qui est venu à son secours avec 800 hommes et a été abandonné par Snorri sur le champ de bataille. Au lieu de tuer ses adversaires, Snorri va insister pour qu'ils prennent en considération l'offre du Roi de Norvège. Devant leur refus, il décide en 1237 de repartir en Norvège.[pas clair]

### La fin de Snorri et de l'Islande indépendante
Le règne de Haakon IV (Hákon Hákonarson), roi de Norvège, fut troublé par la guerre civile concernant des questions de succession, et la Norvège fut à plusieurs reprises divisée en régions quasi indépendantes sous des prétendants divers. Il y avait toujours des complots contre le roi et les questions de loyauté ; néanmoins, celui-ci parvint à reconstruire l’État norvégien tel qu'il avait été.
Lorsque Snorri arriva en Norvège pour la deuxième fois il était clair pour le roi qu'il n'était plus un agent fiable, d'autant que le conflit entre Haakon et Skúli commençait à dégénérer en guerre civile. Snorri resta avec le Jarl et sa famille, et celui ci fit de lui un Jarl, espérant obtenir son allégeance. En août 1238, un allié de Snorri, Sigvat, et quatre de ses fils (Sturla, Markús, Kolbeinn et Thórdur Krókur, ces deux derniers étant exécutés après la bataille), furent tués à la Bataille d'Örlygsstaðir en Islande contre Gissur Þorvaldsson et Kolbein le Jeune. Snorri, Órækja et Þorleifur demandèrent alors la permission de rentrer chez eux. Comme il était désormais impossible pour le roi de prédire le comportement de Snorri, l'autorisation lui fut refusée, et il leur ordonna explicitement de rester en Norvège.
Snorri devait avoir ses propres idées sur la position du roi et la validité de ses ordres, car il choisit de désobéir ; ses mots, selon la saga des Sturlungar, furent «út vil ek» (littéralement « Je veux sortir », mais idiomatiquement « Je vais rentrer à la maison »), sont devenus proverbiaux en islandais. Il retourna en Islande en 1239, le roi ayant été distrait par la nécessité de faire face à Skúli, autoproclamé roi en 1239. Pendant qu'Haakon défaisait Skuli en 1240, Snorri reprend sa chefferie et a fait une offre pour écraser Gissur en le poursuivant en justice pour la mort de Sigvat et Sturla. Une réunion de l'Althing fut organisée pour l'été 1241, mais Gissur et Kolbein y viennent avec plusieurs centaines d'hommes. Snorri et 120 hommes se mirent en retrait autour d'une église. Gissur choisit alors de payer des amendes plutôt que d'attaquer.
Après la défaite du Jarl, mais avant son retrait de la scène politique, Haakon envoya deux agents à Gissur portant une lettre secrète avec ordre de tuer ou capturer Snorri. Gissur y était invité dans ce cas à rejoindre le mouvement, cette lettre étant faite sous forme d'une demande qu'il pouvait ou non accepter, comme il lui plaisait.
Hallveig mourut de causes naturelles. Lorsque la famille se querella sur l'héritage, les fils de Hallveig, Klaeing et Orm, demandèrent l'aide de leur oncle Gissur. Une réunion eut lieu entre eux et Kolbein le Jeune. Gissur montra la lettre de Haakon demandant la mort de Snorri. Orm refusa d'y participer. Peu de temps après, Snorri reçut une lettre en runes secrètes pour l'avertir de l'intrigue, mais il ne sut pas les lire.
Gissur conduisit avec soixante-dix hommes un raid sur la maison de Snorri, dont la réalisation fut une complète surprise. Snorri Sturluson est assassiné dans sa maison de Reykholt à l'automne 1241, en s'enfuyant à la cave. Simon Knútur demande à Arni Bitter de le frapper à mort. Mais Snorri s'écrie: Eigi skal höggva - « Ne (me) frappez pas ! » ou encore sǫnð- « désolé, désolé ». Simon répondit : Högg THU ! - « Vous frappez maintenant ! ». Snorri répondit : Eigi skal höggva - « Ne (me) frappez pas ! » et ce furent ses dernières paroles.
Cet acte fut considéré comme un assassinat en Islande et en Norvège. Pour se justifier le roi insista sur le fait que, si Snorri s'était rendu, sa vie aurait été épargnée, mais il n'est pas clair qu’on lui ait jamais donné une chance de se rendre. Le fait que le roi de Norvège ait été en mesure de conduire une telle action montre à quel point son influence en Islande était devenue importante.
Haakon continua ensuite à dominer les chefs de l'Islande. En 1262, l'Althing ratifia l'union avec la Norvège et l'autorité royale fut reconnue en Islande. Chaque membre prêta alors serment de loyauté personnelle au roi, une pratique qui se poursuivit jusqu'à ce que la monarchie absolue et héréditaire soit officiellement acceptée des Islandais, en 1662.

## Œuvre
Snorri Sturluson est d'abord l'auteur de l'Edda, aussi appelée Edda de Snorri, Edda en prose ou Jeune Edda.
Dans cet ouvrage, il explique également l'usage des figures de style dont la maîtrise va de pair avec une bonne connaissance des mythes. Il imprègne ce texte de tradition païenne d'influences bibliques sans qu'il ne soit désormais possible de toujours distinguer ce qui relève de l'un ou de l'autre. Le paganisme germanique et la religion nordique ancienne tels que nous les connaissons aujourd'hui provienne essentiellement de ce texte et, dès lors, d'une construction effectuée par un auteur chrétien.
On lui doit également une Histoire des rois de Norvège (ou Heimskringla), des origines mythiques au XIIIe siècle.

Dans le prologue de cet ouvrage, il souligne que les sources utilisées sont plus anciennes puisqu'il bénéficie de la transmission d'informations provenant de scaldes :
« Dans ce livre j'ai fait écrire de vieux récits, tels que je les ai entendu raconter par les érudits, au sujet des souverains de langue danoise [norrois] [...] Les scaldes ont certes accoutumé de couvrir des plus grandes louanges le personnage devant lequel ils se trouvent, mais aucun d'entre eux n'oserait lui attribuer, en sa présence, des faits dans lesquels toute l'assemblée verrait mensonge et affabulation. »
On lui doit ainsi la conservation de strophes scaldiques issues de la tradition orale.
Lui est aussi attribuée la Saga d'Egill, fils de Grímr le Chauve, grand poète, magicien, mais aussi guerrier viking sanguinaire, qui vécut au Xe siècle et est peut-être un ancêtre de Snorri.
Enfin, certains (Peter Hallberg notamment) estiment qu'il est l'auteur de la Thrymskviða, poème de l'Edda poétique narrant le vol et la récupération de Mjöllnir, le marteau de Thor.

## Postérité
Dans son roman Voyage au centre de la Terre, Jules Verne le nomme « Snorre Turleson » et imagine que le professeur Otto Lidenbrock découvre le parchemin d'Arne Saknussemm glissé entre les pages d'une édition rare de la Heimskringla.
La série de bande dessinée Thorgal s'inspire de la vie de Snorri[réf. nécessaire].

## Traductions françaises
- Régis Boyer, L'Edda poétique, Fayard, coll. « L'Espace intérieur », 1992  (ISBN 2-213-02725-0), pour la Þrymskviða ;
- Régis Boyer, La Saga de Harald l'impitoyable Payot, coll. « Petite bibliothèque Payot », 1979  (ISBN 2228336300)
- Regis Boyer, La Saga de Saint Olaf, Payot, coll. « Petite bibliothèque Payot », 1992  (ISBN 2-228-88472-3) ;
- Régis Boyer, Sagas islandaises, Gallimard, coll. « Bibliothèque de la Pléiade », 1987  (ISBN 2-07-011117-2), pour la Saga d'Egill, fils de Grímr le Chauve ;
- François-Xavier Dillmann, L'Edda, Gallimard, coll. « L'Aube des peuples », 1991  (ISBN 2-07-072114-0) ;
- François-Xavier Dillmann, Histoire des rois de Norvège - Première partie, Gallimard, coll. « L'Aube des peuples », 2000  (ISBN 2-07-073211-8) ;
- François-Xavier Dillmann, Histoire des rois de Norvège - Deuxième partie, Gallimard, coll. « L'Aube des peuples », 2022  (ISBN 978-2-070-73211-1).